# Stictigramma limbata
Stictigramma limbata är en fjärilsart som beskrevs av Alfred Ernest Wileman 1915. Stictigramma limbata ingår i släktet Stictigramma och familjen nattflyn. Inga underarter finns listade i Catalogue of Life.